# Saint-Martin-l'Heureux
Saint-Martin-l'Heureux és un municipi francès, situat al departament del Marne i a la regió del Gran Est. L'any 2007 tenia 75 habitants.

## Demografia

### Població
El 2007 la població de fet de Saint-Martin-l'Heureux era de 75 persones. Hi havia 32 famílies, de les quals 4 eren unipersonals (4 homes vivint sols), 16 parelles sense fills i 12 parelles amb fills.
La població ha evolucionat segons el següent gràfic:
Habitants censats

### Habitatges
El 2007 hi havia 34 habitatges, 30 eren l'habitatge principal de la família, 1 era una segona residència i 4 estaven desocupats. Tots els 34 habitatges eren cases. Dels 30 habitatges principals, 21 estaven ocupats pels seus propietaris i 9 estaven llogats i ocupats pels llogaters; 1 tenia tres cambres, 5 en tenien quatre i 24 en tenien cinc o més. 28 habitatges disposaven pel capbaix d'una plaça de pàrquing. A 7 habitatges hi havia un automòbil i a 23 n'hi havia dos o més.

### Piràmide de població
La piràmide de població per edats i sexe el 2009 era:
| Homes | Edats   | Dones |
| ----- | ------- | ----- |
| 0     | 95 o +  | 0     |
| 0     | 90 a 94 | 0     |
| 4     | 85 a 89 | 4     |
| 0     | 80 a 84 | 0     |
| 0     | 75 a 79 | 0     |
| 0     | 70 a 74 | 0     |
| 0     | 65 a 69 | 0     |
| 4     | 60 a 64 | 0     |
| 0     | 55 a 59 | 4     |
| 4     | 50 a 54 | 0     |
| 0     | 45 a 49 | 4     |
| 4     | 40 a 44 | 4     |
| 12    | 35 a 39 | 8     |
| 0     | 30 a 34 | 8     |
| 4     | 25 a 29 | 0     |
| 0     | 20 a 24 | 4     |
| 0     | 15 a 19 | 4     |
| 8     | 10 a 14 | 8     |
| 8     | 5 a 9   | 12    |
| 0     | 0 a 4   | 0     |

## Economia
El 2007 la població en edat de treballar era de 57 persones, 38 eren actives i 19 eren inactives. De les 38 persones actives 35 estaven ocupades (20 homes i 15 dones) i 3 estaven aturades (1 home i 2 dones). De les 19 persones inactives 7 estaven jubilades, 9 estaven estudiant i 3 estaven classificades com a «altres inactius».
Activitats econòmiques
Dels 3 establiments que hi havia el 2007, 1 era d'una empresa financera, 1 d'una empresa immobiliària i 1 d'una empresa de serveis.
L'any 2000 a Saint-Martin-l'Heureux hi havia 8 explotacions agrícoles que ocupaven un total de 1.408 hectàrees.

## Poblacions més properes
El següent diagrama mostra les poblacions més properes.